# Liječništvo u Hrvatskoj
Liječništvo u Hrvatskoj podrazumijeva djelatnost liječnika na području Republike Hrvatske koja je regulirana Zakonom o liječništvu iz 2003. i 2008. godine. Prema navedenom zakonu svrha liječničke djelatnosti je "zaštita zdravlja pojedinca, obitelji i cjelokupnog pučanstva" te je mogu obavljati samo liječnici. Pritom je liječnik "samostalan u postupanju sukladno znanstvenim saznanjima i stručno dokazanim metodama koje odgovaraju suvremenom standardu struke".
| Broj i struktura liječnika u Hrvatskoj na dan 1. lipnja 2014. godine \| Kategorija \| Ukupan broj \| Udio u broju licenciranih \| \| ---------------------------------------------------------------------------- \| ----------- \| ------------------------- \| \| Licencirani liječnici \| 19.628 \| 100% \| \| Doktori medicine zaposleni u sustavu zdravstva \| 13.640 \| 69% \| \| Specijalisti u bolničkom sustavu \| 5.766 \| 29% \| \| Privatnici u ugovornom odnosu s HZZO-om \| 3.315 \| 17% \| \| Privatnici u svojoj ordinaciji, bez ugovora s HZZO-om \| 277 \| 1,5% \| \| Doktori medicine u poliklinikama, privatnim bolnicama i trgovačkim društvima \| 719 \| 4% \| \| Doktori medicine u zavodima za hitnu medicinu \| 607 \| 3% \| \| Doktori medicine izvan zdravstvenih ustanova (druge djelatnosti) * \| 2.245 \| 11% \| \| Umirovljeni liječnici koji povremeno rade (licencirani) \| 3.505 \| 18% \| \| Doktori medicine na specijalizaciji \| 1.745 \| 9% \| \| Doktori medicine, stranci, na radu u RH \| 110 \| 0,8% \| * Uključuju zaposlene u zavodima, MORH-u, HZZO-u, farmaceutici, državnoj i javnoj upravi, fondovima, na radu u inozemstvu i sl. |             |                           |
| Kategorija | Ukupan broj | Udio u broju licenciranih |
| Licencirani liječnici | 19.628      | 100%                      |
| Doktori medicine zaposleni u sustavu zdravstva | 13.640      | 69%                       |
| Specijalisti u bolničkom sustavu | 5.766       | 29%                       |
| Privatnici u ugovornom odnosu s HZZO-om | 3.315       | 17%                       |
| Privatnici u svojoj ordinaciji, bez ugovora s HZZO-om | 277         | 1,5%                      |
| Doktori medicine u poliklinikama, privatnim bolnicama i trgovačkim društvima | 719         | 4%                        |
| Doktori medicine u zavodima za hitnu medicinu | 607         | 3%                        |
| Doktori medicine izvan zdravstvenih ustanova (druge djelatnosti) * | 2.245       | 11%                       |
| Umirovljeni liječnici koji povremeno rade (licencirani) | 3.505       | 18%                       |
| Doktori medicine na specijalizaciji | 1.745       | 9%                        |
| Doktori medicine, stranci, na radu u RH | 110         | 0,8%                      |

Liječnička djelatnost prema Zakonu o liječništvu obuhvaća:
- pregled kojim se utvrđuje postojanje ili nepostojanje tjelesnih odnosno psihičkih bolesti, tjelesnih oštećenja ili anomalija
- procjenu navedenih stanja pomoću medicinskih dijagnostičkih instrumenata, postupaka i sredstava
- liječenje i rehabilitaciju
- davanje pripravaka krvi i krvnih derivata
- sprječavanje bolesti, zdravstveni odgoj i savjetovanje
- brigu o reproduktivnom zdravlju i pomoć pri porođaju
- propisivanje lijekova, medicinskih proizvoda i pomagala
- uzimanje i presađivanje organa i tkiva
- mrtvozorništvo i obdukciju umrlih osoba
- izdavanje liječničkih uvjerenja, svjedodžbi, potvrda i mišljenja

Liječnik je u obavljanju liječničke djelatnosti osobito dužan poštovati sljedeća načela:
- stalno održavanje i podizanje kvalitete liječničkih usluga u interesu zdravlja i društvenog blagostanja pučanstva
- održavanje i promicanje povjerenja između liječnika i pacijenata te članova njihovih obitelji
- poštovanje prava pacijenata
- neovisno i profesionalno djelovanje te očuvanje i promicanje slobode i ugleda liječničkog zvanja
- promicanje dostojanstvenog i odgovornog profesionalnog ponašanja poštovanjem u radu propisa, pravila struke te kodeksa medicinske etike i deontologije

Uvjet za samostalno obavljanje liječničke djelatnosti na području Republike Hrvatske je odobrenje za samostalan rad (licenca) koje izdaje Hrvatska liječnička komora.
1. ↑  Hrvatska liječnička komora: Broj liječnika u RH i struktura (na dan 1. 6. 2014.)
URL: http://www.hlk.hr/fgs.axd?id=4358 (pristupljeno 21. ožujka 2015.)